# اگوییسهایم
اگوییسهایم (به فرانسوی: Eguisheim) یک کمون در فرانسه است که در canton of Wintzenheim واقع شده‌است.

## خصوصیات
اگوییسهایم ۱۴٫۱۳ کیلومترمربع مساحت و ۱٬۵۷۲ نفر جمعیت دارد و ۲۱۰ متر بالاتر از سطح دریا واقع شده‌است.

## خواهرخوانده
شهرهای گابیچه ماره، Hinterzarten، Hautvillers و ابوسون، کرز خواهرخوانده‌های اگوییسهایم هستند.